# Titã (satélite)
Titã é o maior satélite natural de Saturno e o segundo maior de todo o Sistema Solar, atrás apenas de Ganímedes de Júpiter. É o único satélite que possui uma atmosfera densa e o único objeto estelar além da Terra onde já foram encontradas evidências concretas da existência de corpos líquidos estáveis na superfície. Ele foi descoberto em 1655 pelo astrônomo Christiaan Huygens, o primeiro satélite natural de Saturno descoberto e o sexto do Sistema Solar.
Titã é o sexto satélite elipsoidal a partir de Saturno, orbitando seu planeta a uma distância de 1,2 milhão de quilômetros. Ele é formado principalmente de gelo e materiais rochosos. Sua atmosfera densa e opaca impediu maior compreensão de sua superfície até a chegada da sonda Cassini–Huygens em 2004. Desde então vários dados já foram descobertos, incluindo a existência de lagos de hidrocarbonetos líquidos nos polos. O satélite tem uma superfície geologicamente jovem com poucas crateras de impacto, porém já foram encontradas várias montanhas e possivelmente criovulcões.
A atmosfera de Titã é composta principalmente de nitrogênio, com componentes menores tendo levado à criação de nuvens de metano e etano, além de névoas orgânicas ricas em nitrogênio. O clima inclui ventos e chuva, criando uma superfície similar a da Terra com a presença de dunas, rios, lagos, oceanos (provavelmente de metano e etano líquidos) e deltas, sendo dominada por padrões climáticos sazonais. Os líquidos de sua superfície junto a enorme abundância de nitrogênio na atmosfera criam um ciclo de metano análogo ao ciclo hidrológico da Terra.

## História

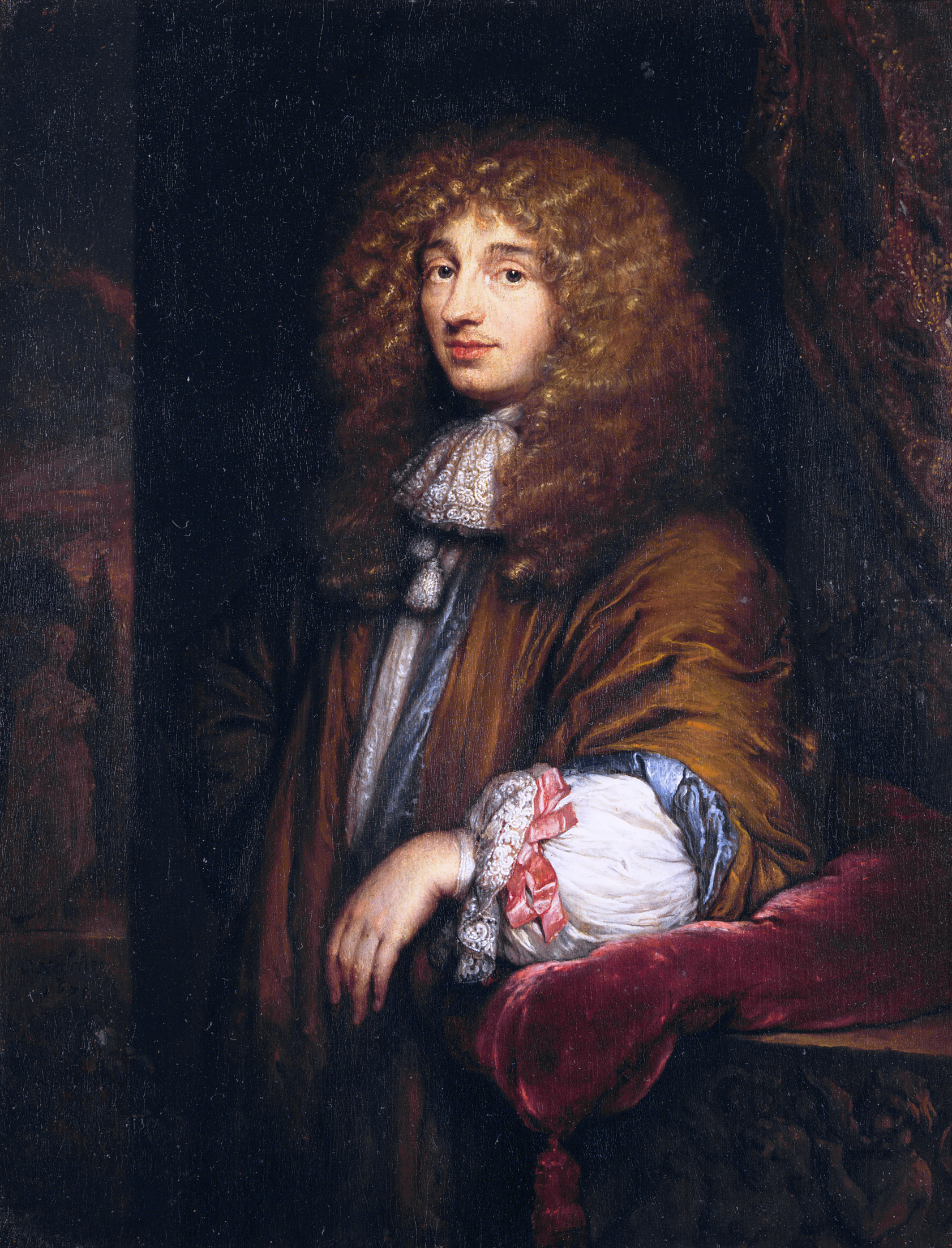
Christiaan Huygens, o descobridor de Titã

Titã foi descoberto em 25 de março de 1655 pelo astrônomo holandês Christiaan Huygens. Este foi inspirado pela descoberta de Galileu Galilei dos quatro maiores satélites de Júpiter em 1610 e por seus próprios melhoramentos na tecnologia de telescópios. Huygens, com o auxílio de seu irmão mais velho Constantijn Huygens Jr., começou a construir telescópios por volta de 1650 e descobriu Titã acidentalmente enquanto observava os anéis de Saturno.
Ele nomeou sua descoberta simplesmente como Saturni Luna (latim para "Lua de Saturno"), publicando no mesmo ano um tratado chamado De Saturni Luna Observatio Nova ("Uma Nova Observação da Lua de Saturno"). Giovanni Domenico Cassini publicou sua descoberta de mais quatro satélites saturnianos entre 1673 e 1686, com os astrônomos depois disso pegando o hábito de chamar esses satélites como Saturno I ao V, com Titã sendo o número quatro. Ele foi redesignado e fixado como Saturno VI em 1789 depois de novas descobertas terem alterado a ordem estabelecida até então. O nome Titã, junto com os nomes de todos os outros sete satélites de Saturno conhecidos até então, foram dados em 1847 por sir John Herschel. Ele sugeriu que os nomes fossem tirados dos Titãs da mitologia grega, irmãos do deus Cronos, o equivalente grego de Saturno.

## Geologia planetária
Titã é maior que um dos planetas principais do Sistema Solar: Mercúrio, apesar de ser menos massivo que o mesmo. Pensava-se que era o maior satélite natural do sistema solar até recentemente, mas descobriu-se, em observações mais recentes, que a atmosfera densa reflete uma grande quantidade de luz, o que levou a que se pensasse que seria maior.
Titã tem várias semelhanças com as grandes luas de Júpiter (Ganímedes e Calisto) e de Neptuno (Tritão), e é metade gelo (em sua maioria, de água) e metade matéria rochosa. Presumivelmente, possui várias camadas com um núcleo rochoso de 3 400 km rodeado por várias camadas de diferentes formas de cristais de gelo. Mas ao que tudo indica, o interior da lua pode ainda ser quente. Apesar de semelhante em composição com Reia e com o resto das luas de Saturno, é mais denso devido à compressão gravitacional.

### Topografia geral
A superfície de Titã mostra grandes regiões claras e terreno escuro, incluindo uma grande área com um grau de reflexão razoável do tamanho da Austrália. Denominou-se esta área como Xanadu, e foi identificada a partir de imagens de infravermelhos do Telescópio Espacial Hubble e da sonda Cassini. Existem em Titã outras áreas semelhantes a Xanadu e especulava-se que seriam mares de metano ou etano, mas as observações da Cassini indicam que não. A Cassini tem tirado fotografias de alta-resolução de todas estas áreas, e encontrou marcas lineares enigmáticas, que alguns cientistas sugerem que indicam actividade tectónica.
De forma a entender melhor as características da superfície de Titã, a sonda Cassini tem usado radares altimétricos e abertura sintética para cartografar parte da superfície durante os encontros com esta lua. As primeiras imagens revelaram uma geologia diversa e complexa com áreas escarpadas e outras planas. Existem características que parecem ter origem vulcânica, que devem libertar água misturada com amónia. Apresenta ainda zonas raiadas que parecem ser causadas por partículas levadas pelo vento. As poucas crateras de impacto aparentam enchimento, provavelmente com chuva de hidrocarbonetos. A área já cartografada parece ser levemente plana com nenhuma variação de altura maior que 50 metros; contudo, o radar altimétrico apenas cobriu parte da região polar norte.
Nas imagens tiradas a partir da superfície pela sonda Huygens, notam-se evidências de erosão na base das rochas, indicando possível actividade fluvial. A superfície é mais escura do que o que se previa, consistindo numa mistura de gelo de água e hidrocarbonetos. Acredita-se que o "solo" visível nas imagens é precipitação do nevoeiro de hidrocarbonetos acima.

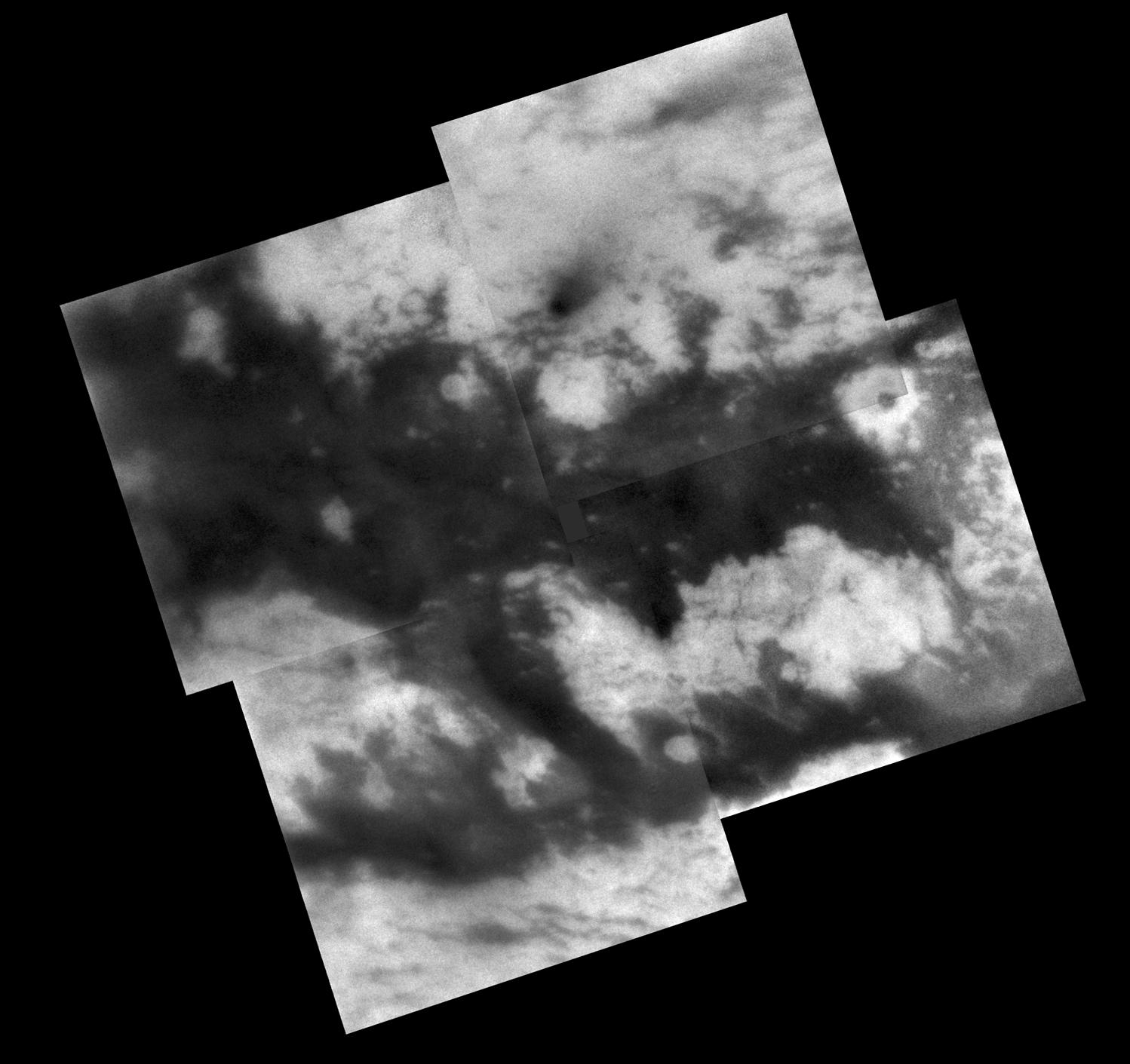
O "H de Titã"

Outras das descobertas da sonda refere-se a regiões com material claro cortadas por alinhamentos escuros dentro do terreno escuro.
O "H de Titã" é uma zona composta pelas regiões de Fensal (parte norte) e Aztlan (parte sul). Pensa-se que estas formações de terrenos sejam áreas altas de gelo de água, rodeadas por terreno raso que é preenchido com material escuro proveniente da atmosfera.
Fensal está sobrecarregada de pequenas "ilhas" com tamanhos que variam entre os 5 e os 40 quilómetros de diâmetro. A parte oeste de Fensal é dominada por várias ilhas, algumas grandes como Bazaruto Facula, área que contém no centro uma cratera escura bastante grande. As pequenas ilhas de Fensal são dispersas e circulares, apesar de muitas terem a aparência de ter uma orientação leste-oeste. Por outro lado, Aztlan aparece quase desprovido de pequenas ilhas, mas com três grandes ilhas na zona ocidental. A maior das quais é Sotra Facula que mede 240 por 120 quilómetros de diâmetro.

### Lagos
Há muito que se acredita na existência de lagos e mares de metano e etano em Titã. Contudo, mesmo que muitos aspectos da superfície possam ser explicados como sendo produtos de líquidos, não existiam provas conclusivas para determinar a existência de líquidos na superfície.
Quando a sonda Cassini chegou ao sistema saturniano, esperava-se que lagos ou oceanos de hidrocarbonetos pudessem ser detectados por luz do sol reflectida da superfície. Medições de radar recentes a partir da Terra sugeriam não existir nenhum grande oceano de etano em Titã, mas podia ser que ainda existissem pequenos lagos.
Os achados da Huygens a 14 de janeiro de 2005 não mostraram nenhuma área com líquidos, apesar de haver uma indicação muito forte disso no passado recente. As imagens da Huygens mostram pequenos montes atravessados por canais escuros de drenagem. Os canais dirigem-se para uma região larga, plana e escura. Pensava-se inicialmente que a região escura fosse um lago de fluidos. Todavia, tornou-se claro que a Huygens pousou na região escura e sólida.
Não foi encontrada nenhuma prova imediata da existência de líquidos no local de pouso da Huygens. A superfície foi imediatamente estudada quando a sonda pousou e verificou-se que o local era semelhante a areia solta ou argila molhada; isto é, uma crosta dura que cobre um material pegajoso. Contudo, análises subsequentes dos dados sugeriram que estes dados foram obtidos porque a sonda ao cair deslocou um seixo grande, e que o terreno seria melhor descrito como uma forma de areia feita por grãos de gelo. As imagens tiradas depois do pouso mostram um terreno plano coberto por seixos. Estes seixos, que podem ser constituídos por gelo de água, são algo redondos, o que indica a acção de fluidos.

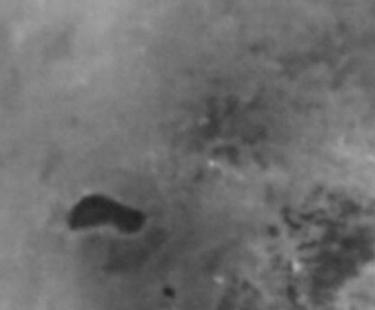
Uma intrigante marca escura que pode ser o local de um lago presente ou antigo de hidrocarbonetos líquidos

Hipoteticamente, a Huygens pode ter pousado durante uma estação seca em Titã, e que os períodos de chuva de metano no passado recente podem ter formado lagos que subsequentemente evaporaram. O tempo desses intervalos de períodos de chuva são desconhecidos, e os cientistas relembram que a Huygens pousou apenas num pequeno local numa lua do tamanho de um planeta, o que é insuficiente para avaliar todo o globo.
Mas uma história diferente foi revelada pela sexta passagem de radar feita pela Cassini em Titã, em 22 de julho de 2006. O grupo liderado por Ellen Stofan, do University College de Londres, anunciou os detalhes da descoberta. O radar fez o mapeamento de uma pequena região nos arredores do pólo norte de Titã. Naquela área, eles encontraram mais de 75 lagos, alguns deles tão grandes quanto o Mar Morto, na Terra, com mais de 70 quilômetros de extensão. A diferença, claro, é que os corpos líquidos na superfície terrestre são compostos de água. Em Titã, que fica muito mais longe do Sol e é muito mais frio, a água existe apenas em forma congelada e se apresenta como rocha sólida. O que é líquido por lá é o metano, um composto orgânico relativamente simples que, aqui na Terra, é conhecido por ser o resultado do metabolismo de formas de vida. Ao que parece, e contrariando o que antes imaginavam os cientistas, a umidade do ar só atinge um nível que permite a permanência de corpos líquidos em Titã perto dos pólos, daí a dificuldade inicial em localizar os lagos. Os pesquisadores esperam que existam mudanças sazonais ao longo do ano, e que lá, em razão da grande órbita de Saturno ao redor do Sol, deve durar o equivalente a cerca de 29 anos terrestres. Por isso, a equipe quer continuar observando as mesmas regiões ao longo do tempo, para ver se os lagos no pólo norte começam a secar e outros no pólo sul começam a aparecer. Na verdade, há evidência de lagos secos no pólo norte, então não é nada improvável que isso aconteça.
A confirmação

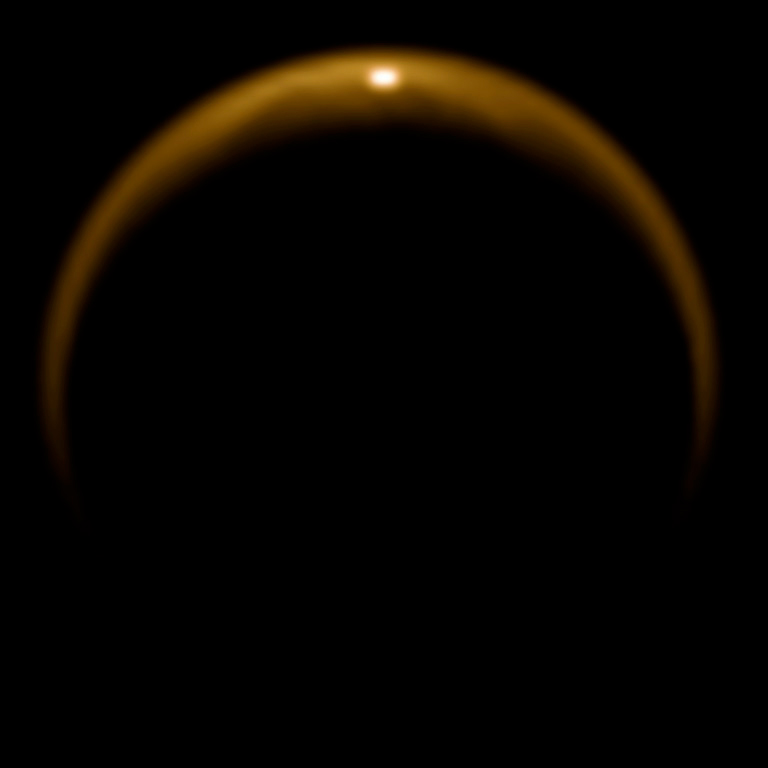
Imagem de reflexão proveniente do Jingpo Lacus, no norte de Titã.

A sonda Cassini da NASA capturou em 2009 o primeiro raio de luz solar refletido em um lago do satélite de Saturno, Titã confirmando com isso a presença de líquido na parte do satélite que é coberta por muitas bacias que possuem a forma de lagos gigantescos. Os cientistas da Cassini estavam procurando por esse brilho, também conhecido como reflexão especular, desde que a sonda começou a orbitar Saturno em 2004. Mas o hemisfério norte de Titã, que possui a maior parte dos lagos, estava sempre mergulhado na escuridão do inverno. O Sol só começou a iluminar diretamente os lagos do norte recentemente com a aproximação do equinócio de Agosto de 2009, quando se inicia a primavera no hemisfério norte do satélite. A atmosfera muito nebulosa do satélite também contribuía para bloquear os reflexos solares na maior parte dos comprimentos de onda. A imagem foi capturada em 8 de julho de 2009, usando o espectrômetro visual e infravermelho a bordo da Cassini. A imagem foi apresentada no dia 18 de dezembro no encontro de inverno da União Geofísica Americana em São Francisco. “Essa é uma imagem que nos diz muito sobre Titã – espessa atmosfera, lagos na superfície e outras características semelhantes ao planeta Terra”, disse Bob Pappalardo, cientista do projeto Cassini, localizado no Laboratório de Propulsão a Jato da NASA, em Pasadena na Califórnia. “É uma estranha combinação de fatores e de semelhanças com a Terra. Essa pode ser considerada uma das principais imagens já feitas pela Cassini”. Em 2008, os cientistas da Cassini usaram os dados infravermelhos para confirmar a presença de líquido no Lago Ontário, o maior lago de Titã localizado no seu hemisfério sul. Mas eles ainda estavam procurando por evidências para confirmar a presença de líquido no hemisfério norte onde os lagos são maiores.

#### Ilha mágica
Os dados analisados de agosto de 2014, quando a Cassini observou Kraken Mare, o maior mar do norte da lua, em comprimentos de onda de radar e infravermelho. As imagens de radar mostraram uma "ilha mágica", e os infravermelhos mostraram um pico em brilho no mesmo ponto. Os dados sugerem que a cintilação pode ser o brilho da luz do sol refletindo diretamente das ondas gigantes no lago. Simulações da atmosfera de Titã sugerem que essas ondas poderiam ser elevadas por ventos tão lentos quanto 0,5 metros por segundo, o que mal movimentaria um cata-vento na Terra.

### Vulcões gelados

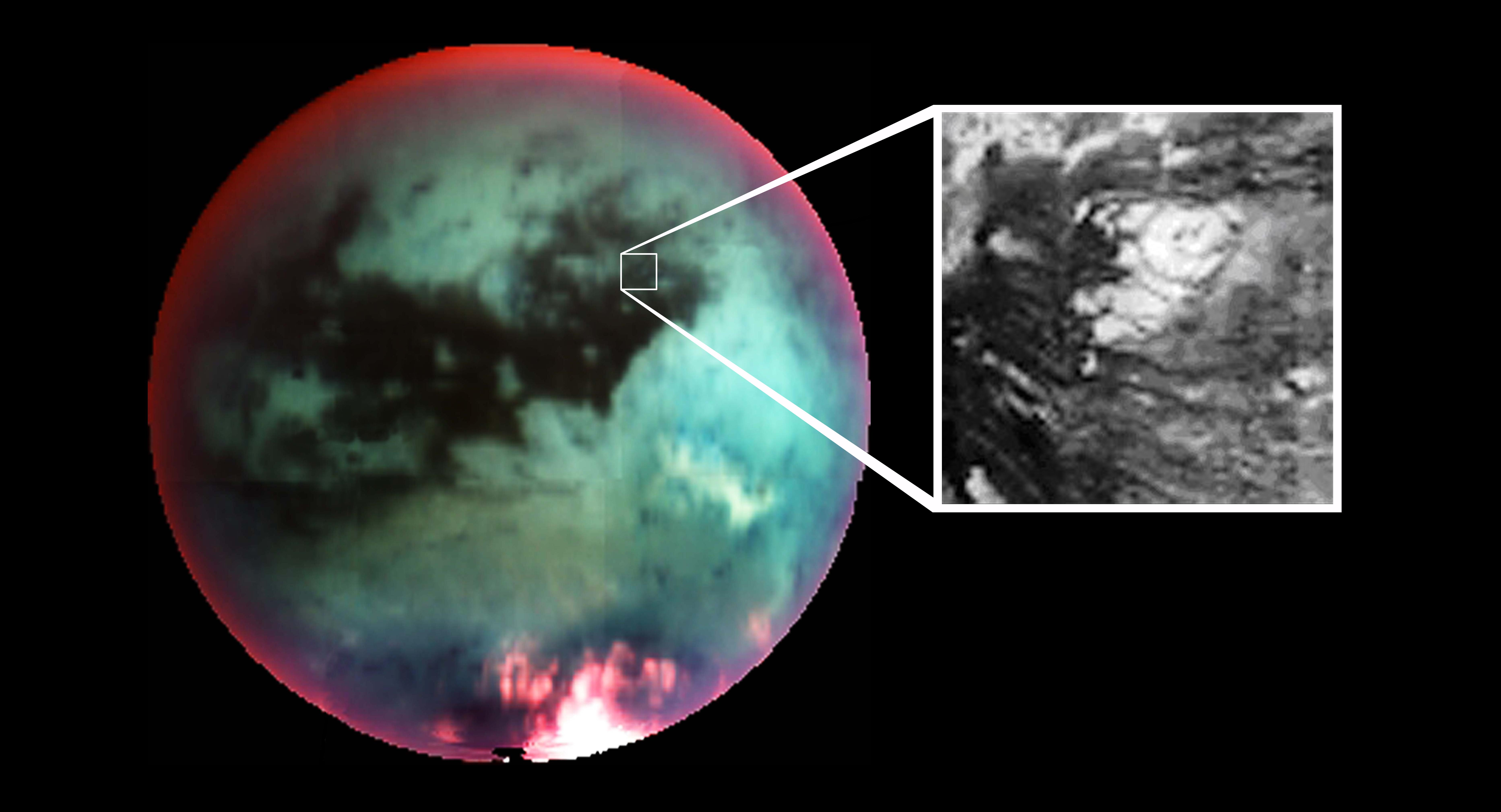
Criovulcões em Titã em cores falsas, observado pela sonda Cassini

Durante a aproximação a Titã pela Cassini a 26 de outubro de 2004, observou-se uma superfície global lisa com poucas crateras de impacto. Isto sugere que a lua tem uma superfície que se renova constantemente. As imagens da Cassini revelaram uma área vasta escura chamada Ganesa Macula que é uma estrutura com 180 km que se assemelha às abobadas de chapas vulcânicas observadas em Vénus pela sonda Magellan.
Estes vulcões funcionam a baixas temperaturas, pelo que se denominam criovulcões. Foi possível obter imagens que sugerem criovulcões activos. A detecção de Árgon 40 na atmosfera indica que os vulcões lançam plumas de água e amónia. A evidência de actividade vulcânica da última missão da Cassini sugere que as temperaturas são provavelmente mais altas nos viveiros de criovulcões.
Dado que a existência de lagos em Titã permanece por confirmar, alguns cientistas acreditam que as características escuras na lua são causados por criovulcanismo que por fluidos à superfície.

## Atmosfera e clima

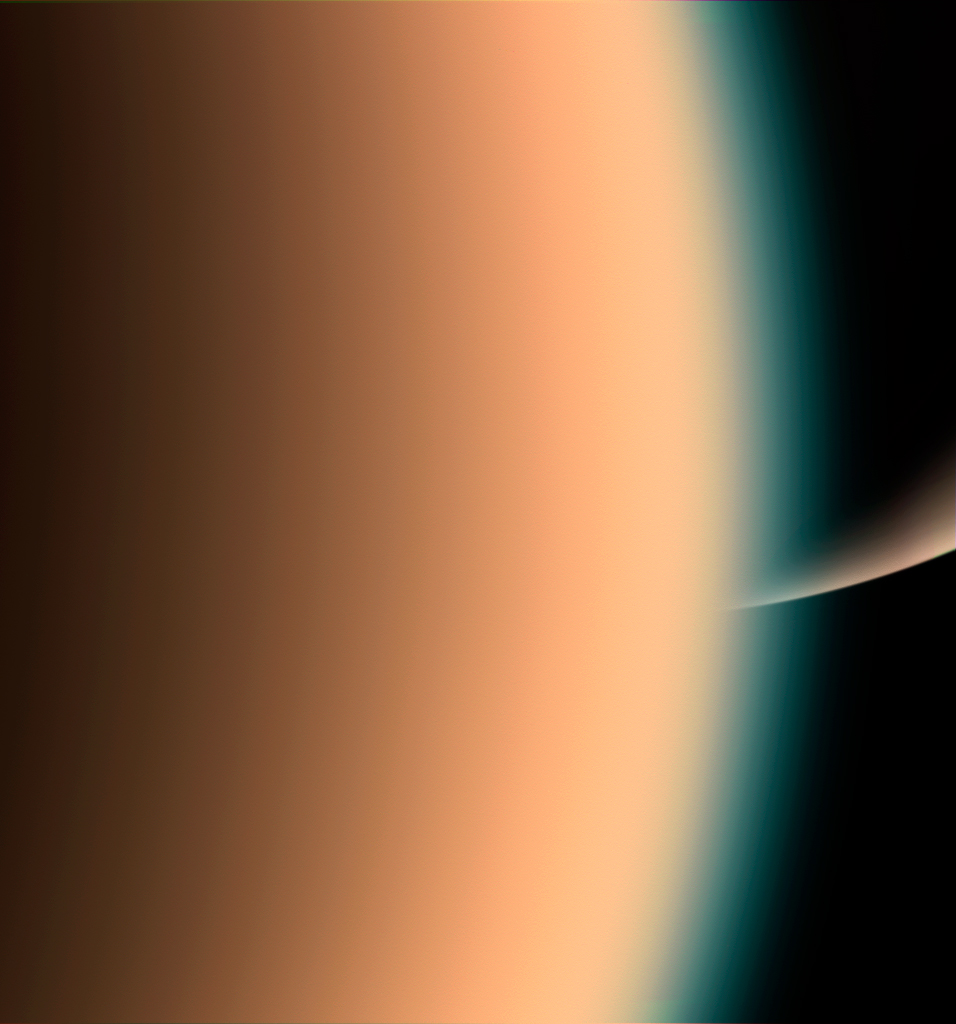
Imagem da atmosfera de Titã com o polo sul do planeta Saturno ao fundo

Titã é a única lua do sistema solar com uma atmosfera completamente desenvolvida que consiste em bem mais que vestígios de gases. A presença de uma atmosfera foi primeiro vista por Gerard Kuiper em 1944. Desde então, as observações das sondas Voyager mostraram que a atmosfera titânica é mais densa que a da Terra, com uma pressão à superfície de uma vez e meia a do nosso planeta e suporta uma camada de nuvens opacas que ocultam aspectos da superfície de Titã.
A atmosfera é composta por 95% de Azoto, a atmosfera mais densa e rica em azoto do sistema solar, a par da Terra - com vestígios significativos de vários hidrocarbonetos (incluindo metano, etano, diacetileno, metilacetileno, cianoacetileno, acetileno, propano, além de dióxido de carbono, monóxido de carbono, cianogênio, cianeto de hidrogênio e hélio). Ela apresenta química atmosférica rica e morfologia dinâmica da superfície, que é impulsionada por chuvas sazonais e ciclagem predominantemente de metano e etano.
Titã não tem um campo magnético e, por vezes, orbita à volta da magnetosfera de Saturno, expondo-a directamente ao vento solar. Isto pode ionizar e levar algumas moléculas do topo da atmosfera para o espaço. A alta densidade da atmosfera deve-se essencialmente à baixa temperatura, já que as colisões entre as moléculas dos gases não são suficientes para as acelerar até à velocidade de escape. E o calor gerado dentro do planeta pode lançar material para a atmosfera através dos criovulcões, tornando assim a atmosfera mais espessa.

### A neblina

Animação de um intervalo de duas horas que mostra nuvens no pólo sul de Titã

Pensa-se que os hidrocarbonetos na alta atmosfera de Titã e em reacções resultem da quebra do metano pela luz ultravioleta do Sol, produzindo uma camada opaca de neblina. Esta neblina impediu que as primeiras sondas que observaram Titã pudessem ver a superfície, estimulando cientistas e curiosos.
Nuvens variadas dispersas pontuam numa neblina quase completa na atmosfera de Titã. Essas nuvens são provavelmente compostas de metano, etano e outros compostos orgânicos simples. Outros compostos químicos mais complexos em pequena quantidade produzem a cor alaranjada que é visível do espaço.
A atmosfera muito espessa bloqueia a luz do sol, que demora 8 dias terrestres até atravessar o céu de Titã. A sonda Huygens não conseguiu detectar a posição do sol durante a sua descida, e apesar de ser capaz de tirar imagens da superfície, os cientistas dizem que o processo foi como fotografar asfalto em poeira. Logo, é improvável que Saturno seja visível a partir da superfície de Titã.
A Cassini também detectou nuvens altas no pólo Sul de Titã, mas que não aparentam ser de metano, como seria esperado. A descoberta tem surpreendido os cientistas, e estão a decorrer estudos para determinar a composição das nuvens e decidir se a atmosfera de Titã precisa de ser reavaliada. A Cassini indicou que Titã, tal como Vénus, é um "super rodador", ou seja, a atmosfera roda à volta do eixo da lua mais rápido que a superfície. Ao invés da Terra, onde a atmosfera é mais lenta. A velocidade de rotação no equador é cerca de 1 670 km/hora.

### Ciclo do metano
O metano nas temperaturas comuns de Titã encontra-se no estado gasoso, mas a atmosfera de Titã destrói gradualmente o metano que vai para a atmosfera superior num processo conhecido como o ciclo do metano. Contudo, os compostos mais complexos de carbono, formados a partir de metano são líquidos a essas temperaturas. Estes compostos caem sob a forma de chuva e formam lagos com alguns metros de profundidade, talvez cobertos por blocos de gelo de amoníaco. Os lagos aparentemente evaporam-se, mas nenhum processo químico ou físico nas condições de Titã permite a nova transformação destes compostos novamente em metano. A maior parte do metano deve ter origem na superfície ou através de criovulcões que alimentam novamente a atmosfera e que depois condensam-se voltando a cair  em forma de chuva de metano, completando o ciclo. A Huygens também indicou que periodicamente chove metano líquido e outros compostos orgânicos na superfície.
Este provável ciclo do metano em Titã, em parte, assemelha-se ao ciclo da água na Terra. Apesar disso, Titã é um mundo impróprio para ser visitado já que o metano é mortal para o homem e a temperatura é extremamente baixa.

### As estações do ano
Na superfície, a temperatura de Titã é de cerca de -149 °C. Nesta temperatura o gelo de água não sublima, criando uma atmosfera com praticamente nenhum vapor de água.
As temperaturas variam pouco do equador para os pólos e do dia para a noite, onde a temperatura raramente deverá chegar aos -50 °C ao meio-dia. Tal como a Terra, Titã tem estações do ano, e cada estação do ano equivale a sete anos completos na Terra, já que Saturno demora quase 30 anos a dar uma volta ao Sol. A observação de tempestades na região sul do pólo sul de Titã em Junho de 2005, onde é verão no hemisfério sul, levou a especular que uma área escura poderia ser um reservatório de chuvas de metano em Titã.

## Vida em Titã
Os espectógrafos da Voyager 1 deram a conhecer a existência de moléculas orgânicas, e em particular de hidrocarbonetos já complexos de metano, que já tinham sido detectados a partir da Terra, mas também de acetileno e outros compostos num mundo que se revelou interessante para os exobiologos. Foi também descoberto ácido cianídrico (HCN), uma molécula um tanto simples composta por três átomos, mas que são as bases azotadas do DNA, o código com que se "escreve" a vida e detectado traços de cianeto de vinil na atmosfera de nitrogênio da lua. O cianeto de vinilo é particularmente bom na formação das estruturas estáveis flexíveis necessárias para construir uma membrana celular.
Como existe metano e monóxido de carbono em quantidade suficiente e Titã está suficientemente próximo do Sol, o satélite pode ser afectado pela luz ultravioleta. As radiações mais fortes do Sol, na alta atmosfera de Titã, leva a que as moléculas do Metano (CH4) formem moléculas mais complexas. Os hidrocarbonetos mais pesados aglomeram-se e produzem as opacas camadas de aerossol alaranjado com 200 km de altura, até serem demasiado pesados e, assim, descem à superfície. Lentamente e durante a história desta lua, uma contínua camada orgânica foi cobrindo toda a superfície até, pelo menos, centenas de quilómetros. Devido a isto, Titã tem semelhanças com a Terra primordial. Titã tem sido visto como uma Terra primitiva no congelador, com o embrião da vida congelado.
A existência de criovulcanismo em Titã tem importantes implicações na exobiologia, já que expõe os orgânicos da superfície à água líquida. A química aquosa permite que os hidrocarbonetos formem espécies pré-bióticas mais evoluídas e oxidadas, tais como aminoácidos. Num modelo feito, e como uma abóbada de apenas 1 km de altura levaria 5 x 10³ anos a se congelar com lava feita inteiramente de água líquida, e levaria até 12 x 10³ anos caso fosse de amónia desidratada, permitindo a que a química pré-biótica evolua bem mais do que foi experimentado em laboratórios na Terra.
Assim, Titã tal como a lua Europa e o planeta Marte, está no topo da lista dos corpos celestes onde se pode encontrar formas de vida primitiva. Daqui a 5 bilhões de anos quando o Sol ampliar 50 vezes o seu tamanho, Titã vai receber a mesma quantidade de energia solar que a Terra recebe hoje. Hipoteticamente e por um curto período de tempo, o satélite poderia tornar-se num mundo oceânico onde a vida prospera.
Especialistas em busca de indicações de vida em Titã para pensar em tipos eletivos de membranas celulares que podem suportar esses limites. Uma dessas estruturas eletivas é chamada de "azotossoma", proveniente do francês azote ("nitrogênio") e do grego clássico σῶμα (sôma, "corpo"), um "corpo de nitrogênio", formado por analogia com lipossomo. Foi proposto que o azotossoma é formado a partir do composto orgânico acrilonitrila.
Utilizando cálculos mecânicos quânticos, cientistas compararam a energia da membrana proposta do azotossoma inserida no metano com a da forma cristalina molecular do acrilonitrila. Eles descobriram que cada componente adicionado ao azotossoma expandia sua vitalidade por completo, tornando sua formação progressivamente menos provável termodinamicamente. Eles terminam subsequentemente que, embora os azotossomas pudessem sobreviver em Titã, eles não se auto-montavam nessas condições. Em vez disso, o acrilonitrila tomaria forma em seu gelo molecular.

## História de observação e exploração

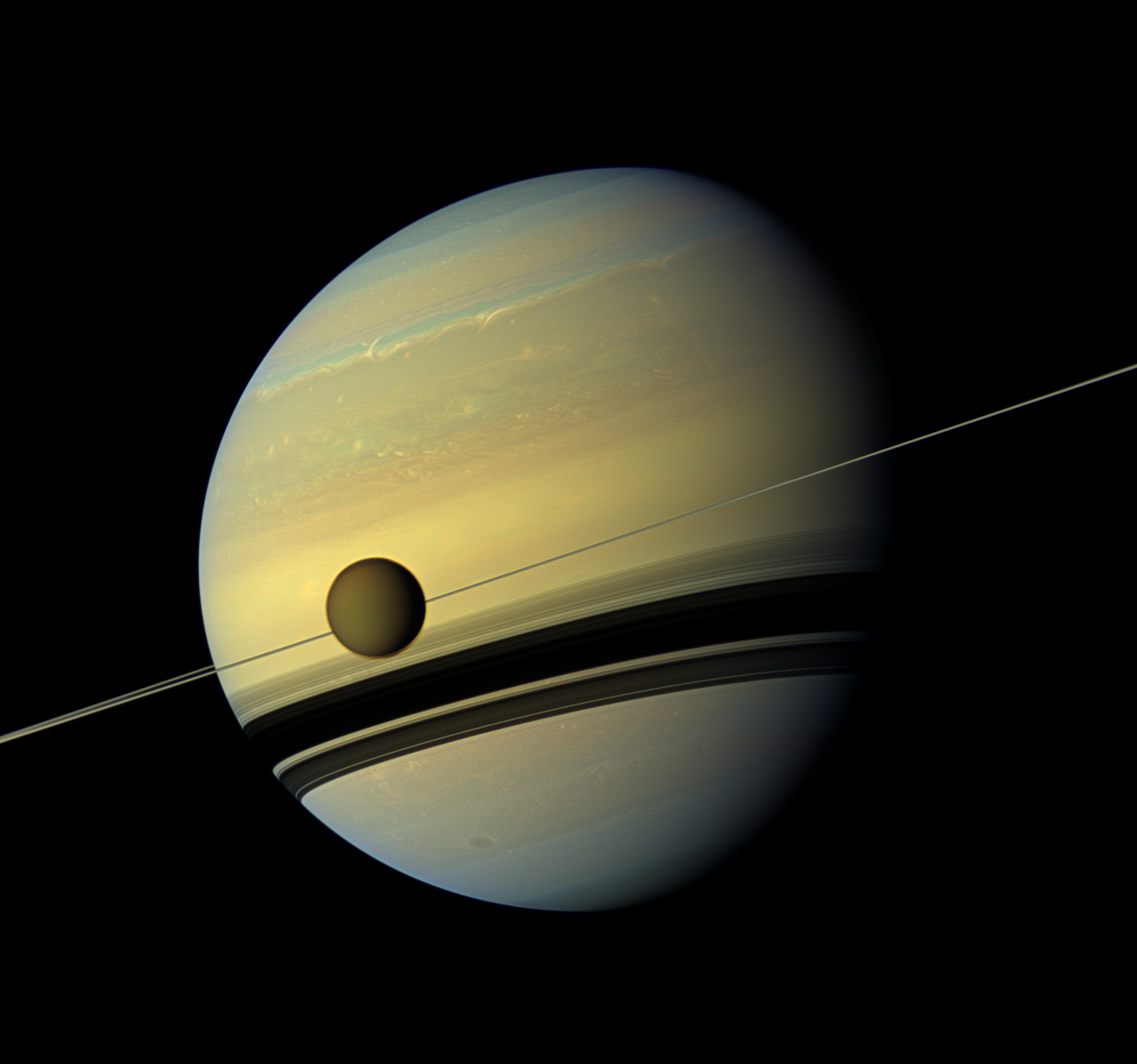
Titã e Saturno

A 25 de Março de 1655, o astrónomo holandês Christiaan Huygens decide apontar um dos seus novos telescópios para Saturno, com intenção de estudar os anéis. Estes telescópios eram de qualidade superior ao usado por Galileu Galilei na descoberta das grandes luas de Júpiter, as chamadas Luas de Galileu. Huygens ficou surpreso em ver que para além dos anéis, Saturno tinha uma grande lua.
Titã mostra-se nos céus da Terra uma magnitude entre +7,9 e +8,7, com um disco de 0,8'' de diâmetro e pode ser observado com pequenos telescópios (de diâmetros maiores que 5 cm) ou binóculos potentes.
No ano de 1944, Gerard Kuiper detectou metano no espectro de Titã, evidenciando que tinha atmosfera. Consequentemente, esta lua despertou especial interesse entre os astrónomos, e observações por radares, telescópios e modelos de laboratório mostraram diferentes hipóteses do que seria Titã.
De passagem por Saturno, a Pioneer 11 inaugurou assim os estudos feitos por sondas espaciais em 1979 e confirma a existência de uma atmosfera bastante densa. A 12 de Novembro do ano seguinte chega a sonda Voyager 1 que passa propositadamente a 7 mil km de Titã, de forma a olhar mais de perto. A combinação dos dados obtidos pela Voyager 1 revelaram que Titã teria uma atmosfera semelhante à da Terra primitiva, rica em azoto, árgon, metano e hidrogénio, numa pressão de 1,5 bar, o que implicava que havia dez vezes mais gás na superfície de Titã do que na Terra, mesmo com uma gravidade muito mais fraca (14% a da Terra). As imagens da Voyager 1 não mostraram características da superfície.
Em 1981, a Voyager 2 atinge Titã, mas faz apenas uma visita ao longe, prosseguindo sua viagem para Urano e Neptuno. Todas as imagens obtidas mostraram um mundo envolto em neblina o que tornava a superfície invisível. Carl Sagan demonstrou que Titã poderia ter moléculas orgânicas, incluindo constituintes de proteínas (como os aminoácidos). Devido a estes dois motivos, é criada a missão da sonda Cassini-Huygens (da NASA e ESA), um esforço conjunto entre norte-americanos e europeus para estudar Titã e o resto do sistema saturniano. Depois de quase sete anos de viagem, a sonda chega a Saturno no dia 1 de Julho de 2004, e começa por cartografar a superfície por radar. A Cassini sobrevoou Titã a 26 de Outubro do mesmo ano e tirou imagens de alta-resolução a apenas 1,2 mil km do satélite, discernindo bocados de claridade e escuridão que seriam visíveis ao olho humano. O módulo de Exploração Huygens (da ESA), que se destinava inteiramente ao estudo da atmosfera e superfície de Titã, desceu por entre a neblina e pousou na superfície a 14 de Janeiro de 2005; as imagens mostraram uma superfície alienígena e adversa, moldada por fluidos líquidos, mas a presença de líquidos nas imagens não foram confirmados.
Não existem planos ou estudos para missões tripuladas por seres humanos a Titã, ou a colonização deste mundo, pelo menos fora da ficção científica. O que não surpreende, dado o nosso conhecimento muito limitado de Titã. Aparentemente a superfície de Titã é muito jovem e activa, e contém bastante gelo de água e talvez oceanos e canais de compostos orgânicos líquidos.